# Хаустон-стрит
Ха́устон-стрит (англ. Houston Street; ['hæwstɨn]) — улица в Нижнем Манхэттене. Хаустон-стрит проходит через весь остров с востока на запад: от магистрали ФДР и Ист-Ривер-парка на проливе Ист-Ривер до 40-го пирса и Вест-стрит на реке Гудзон. Непосредственно к северу от Хаустон-стрит расположены районы Алфабет-Сити, Ист-Виллидж, Нохо, Гринвич-Виллидж и Вест-Виллидж, к югу — Бауэри, Нолита и Сохо.
К северу от Хаустон-стрит и параллельно ей проходит 1-я улица, с которой начинается уличная структура, утверждённая Генеральным планом Манхэттена в 1811 году.

## История
Хаустон-стрит названа в честь Уильяма Хаустона (англ.), делегата от штата Джорджия в Континентальном конгрессе в 1784-1786 годах и в Филадельфийском конвенте в 1787 году. В 1788 году он женился на Мэри Байард, отец которой, Николас, в 1790-х годах и назвал новую улицу в честь своего зятя. Изначально Хаустон-стрит доходила примерно до улицы Канал-стрит, где проживал Николас Байард. Западная, наиболее узкая часть улицы, проходящая от Шестой авеню до Вест-Сайд-Хайвей, до середины XIX столетия называлась Хаммерсли-стрит (англ. Hammersley Street).
В конце XIX века в здании 46 на Восточной Хаустон-стрит располагалась лаборатория Николы Теслы, в которой он занимался разработкой электромеханических осцилляторов.
Изначально достаточно узкая, Хаустон-стрит была значительно расширена в начале 1930-х годов в рамках прокладки системы Нью-Йоркского метро Ай-эн-ди. В ходе расширения улицы значительное количество домов по обеим её сторонам были снесены. Хотя множество освободившихся участков было впоследствии застроено, на некоторых были разбиты городские парки.

## Общественный транспорт
На улице расположены выходы станций Хаустон-стрит, Бродвей – Лафайетт-стрит и Вторая авеню Нью-Йоркского метрополитена. По состоянию на январь 2013 года на Хаустон-стрит действовали автобусные маршруты M9, M14D, M15 и M21.